# Oligoryzomys fornesi
El colicorto de Fornes (Oligoryzomys fornesi) es una especie de roedor integrante del género Oligoryzomys de la familia Cricetidae. Habita en el centro-este de Sudamérica.

## Taxonomía
Esta especie fue descrita originalmente en el año 1973 por el zoólogo argentino Massoia.
Localidad tipo
La localidad tipo es: Naineck, Formosa, Argentina.
Relaciones taxonómicas
Tanto morfométricamente como cariotípicamente es similar a O. flavescens. Se consideró sinónimo de O. microtus.

## Distribución geográfica y hábitat
Esta especie es endémica del centro-este y nordeste de Sudamérica, desde el centro-sur de Brasil (desde Pernambuco, Goiás y Paraíba hasta Mato Grosso del Sur), el oriente del Paraguay y el noreste de la Argentina, con registros en las provincias de: Chaco, Corrientes, Formosa y Santa Fe.
Habita en áreas abiertas del cerrado, arbustales, pastizales, bosques y selvas en galería del chaco húmedo.

## Conservación
Según la organización internacional dedicada a la conservación de los recursos naturales Unión Internacional para la Conservación de la Naturaleza (IUCN), al vivir en muchas áreas protegidas y no poseer mayores peligros (salvo algunas poblaciones afectadas por la desforestación para agricultura), la clasificó como una especie bajo “preocupación menor” en su obra: Lista Roja de Especies Amenazadas.